# Напреј застава славе
Напреј застава славе (словен. Naprej zastava slave; срп. Напред заставо славе) је бивша словеначка национална химна, данас званична химна Војске Словеније. Текст песме је написао Симон Јенко, а музику компоновао Даворин Јенко који је, такође, компоновао српску химну Боже правде. Песма »Напреј застава славе« настала је 1860. године.
Ова песма је прво била део државне химне Краљевине Југославије, а након Другог светског рата била је химна СР Словеније све до 27. септембра 1989. када ју је заменила Здрављица.

## Стихови
| На словеначком: Naprej zastava slave, na boj junaška kri, za blagor očetnjave naj puška govori! Z orožjem in desnico, nesimo vragu grom, zapisat v kri pravico, ki terja jo naš dom. Naprej zastava slave, na boj junaška kri, za blagor očetnjave naj puška govori! Naprej! Naprej! | На српском: Напред заставо славе, на бој јуначком крвљу, за добробит отаџбине нек' пушке говоре! С оружјем у десници, ми шаљемо врагу бес, крвљу правду пишемо, ова земља је наш дом. Напред заставо славе, на бој јуначком крвљу, за добробит отаџбине нек' пушке говоре! Напред! Напред! |